# Korath (volcan)
Pour l’article homonyme, voir Korath.
Le Korath est un volcan d'Éthiopie.